# Свети Георги (Катакали)
Вижте пояснителната страница за други значения на Свети Георги.
„Свети Георги“ (на гръцки: Αγίου Γεωργίου) е късносредновековна православна църква в гревенското село Катакали, Егейска Македония, Гърция.
Църквата е гробищен храм, разположен северозападно от селото. Има предположения, че църквата е построена в 1100 година, но според други сведения е от XVI век или 1600 година.
В 1950 година, след силен снеговалеж, се сриват куполът ѝ и е повредена живописта. Църквата е богато изписана със стенописи, като са проследени три живописни слоя. Забележителен е и резбованият иконостас от XVII век.
В 1969 година църквата е обявена за паметник на културата.